# Robert Jaworski
Robert "Sonny" Jaworski (Baguio, 8 maart 1946) is een voormalig Filipijns basketbalspeler en politicus. Jaworski die als basketballer bekendstond als Big J en The living legend werd in 2000 door de PBA gekozen bij de beste 25 Filipijnse basketbalspelers aller tijden. Bij de verkiezingen van 1998 werd Jaworski in een periode in de geschiedenis van de Filipijnen waarin steeds meer filmsterren en andere populaire Filipino's de politieke arena betraden, gekozen als senator. Als senator was hij verantwoordelijk voor meer dan 300 wetten, waaronder enkele natuurbeschermingswetten. Jaworksi slaagde er in 2004 niet in om herkozen te worden.

## Vroege levensloop
Robert Jaworski is een zoon van een Pools-Amerikaanse vader en een Filipijnse moeder. Hij werd geboren in Baguio en groeide op in de straten van Pandacan in Metro Manilla. Jaworskit maakte naam als basketballer van de Red Warriors, een universiteitsteam van de University of the East. In het seizoen 1966/1967 won het team mede door zijn inbreng de titel in de UAAP. In deze periode kreeg hij van sportcommentator Willie Hernandez de bijnaam "Big Hands" vanwege zijn grote handpalmen en het gemak waarmee hij de bal in een handpalm kon vasthouden.

## Senator
In 1998 deed Jaworski als onafhankelijke kandidaat mee aan de Senaatsverkiezingen. Hij eindigde op de 9e plek en won zodoende een van de twaalf beschikbare zetels. In zijn termijn van zes jaar was hij voorzitter van de commissie voor Economische Zaken, Handel en Commercie en lid van de Commissie voor Spel, Amusement en Sport. Hij schreef (mee) aan ongeveer 300 wetsvoorstellen en was onder andere erg actief op het gebied van de natuurbescherming. Zo was hij (mede)verantwoordelijk voor de wetten die het Kitangladgebergte, de noordelijke Sierra Madre, de Batan-eilanden en Mount Kanlaon tot beschermde gebieden uitriep. Bij de verkiezingen van 2004 eindigde Jaworski op de 17e plek, hetgeen onvoldoende was om herkozen te worden.

## Mogelijke comeback
Begin 2007 was er sprake van een mogelijke terugkeer als hoofdcoach in de PBA. Volgens de Philippine Daily Inquirer en de Manila Times was Jaworski in gesprek met zowel Air21 Express als Talk 'N Text Phone Pals om hun team te coachen in de PBA Fiesta Conference. Uiteindelijk leidden deze gesprekken echter nergens toe. Ook de afloop van het toernooi en het jaar erna bleef Air21 proberen om Jaworkski over te halen een contract als hoofdcoach te tekenen. Ze slaagden hier echter niet in. Jaworski werd ook een tijd lang genoemd als mogelijke opvolger van Noli Eala, de in 2007 afgetreden baas van de PBA. Uiteindelijk ging ook dat niet door en werd Sonny Barrios aangesteld als nieuwe commissioner

## Erelijst

### Individuele prijzen
- Most Valuable Player PBA (MVP) 1978
- Mythical First Team Selection (1977, 1978, 1979, 1980, 1981 en 1986)
- Mythical Second Team Selection (1985 en 1988)
- All Defensive Team (1985 en 1988)
- PBA Hall of Fame (2005)
- PBA All Star Team (4x)